# Taylor Carnevale
Taylor Edward Carnevale (Mississauga, 15 marzo 1991) è un ex hockeista su ghiaccio canadese naturalizzato italiano, di ruolo centro. È figlio di Frank Carnevale.

## Carriera
Carnevale, figlio d'arte (il padre Frank giocò anche a Cortina e a Merano negli anni '80), iniziò la carriera nella Ontario Hockey League. Nel 2007 venne selezionato al 2º giro come 30ª scelta assoluta dai Plymouth Whalers. Nelle successive cinque stagioni cambiò varie volte maglia: Oshawa Generals (2008-2009), Barrie Colts (2008-2009 fino al 2010-2011), Windsor Spitfires (2010-2011) e Sarnia Sting (2011-2012, dove giocò insieme ad Alex Galchenyuk, il cui padre giocò anch'egli in Italia). In totale nella OHL, tra regular season e playoff, collezionò 326 presenze, totalizzando 240 punti (98 gol e 142 assist). 
Nel 2011-2012 vide anche una breve parentesi (a causa di un infortunio alla spalla) nella QMJHL con i Shawinigan Cataractes. L'anno successivo ottenne solo cinque presenze nella ECHL con gli Utah Grizzlies.
Nella stagione 2013-2014 approdò in Europa, in Germania, nella DEL2, la seconda lega tedesca. Carnevale giocò coi Diavoli Rossi di Bad Nauheim, allenati fino a fine dicembre dal padre. Chiuse la sua esperienza con ben 51 punti che gli valsero la chiamata da parte dei Löwen Frankfurt ma a causa di problemi di salute non venne confermato dal club tedesco.
Libero sul mercato, nell'autunno venne messo sotto contratto dall'Asiago Hockey che riuscì a strapparlo al Bolzano (che milita nella lega transazionale EBEL). In seguito venne riconfermato nella rosa giallorossa, nonostante le sirene del Bolzano, sempre interessato al giocatore. Nonostante ciò, dopo solo 13 partite giocate coi vicentini, approdò proprio al Bolzano, interessato a Carnevale anche in ottica del punteggio assegnato al giocatore per il regolamento EBEL.